# Insignia de la Concentración de Brunswick
La Insignia de la Concentración de Brunswick, también conocida como Insignia de la Concentración de las SA de Brunswick 1931, (en alemán: Das Abzeichen vom SA - Treffen in Braunschweig 1931) fue la tercera insignia reconocida como un premio nacional del NSDAP (Partido Nazi). A través de las regulaciones del 6 de noviembre de 1936, se creó una insignia especial de honor del partido que conmemora la Asamblea de las SA en Braunschweig del 17 al 18 de octubre de 1931.

## La concentración
El evento en sí fue un mitin conjunto de hombres de las Sturmabteilung (SA) y las Schutzstaffel (SS) para mostrar tanto la fuerza en la Alemania cansada de conflictos como la lealtad a su líder, Adolf Hitler. Esto fue antes de que Hitler llegara al poder nacional como Canciller de Alemania en enero de 1933. Un total de 104.000 hombres de las SA y las SS participaron en una marcha de seis horas en revista antes de Hitler y la primera inspección de las unidades de las SA Motor y el NSKK (Cuerpo de Motoristas Nacionalsocialistas). La reunión de Brunswick fue organizada por la SA-Gruppe Nord bajo el liderazgo del entonces miembro del SA-Gruppenführer Viktor Lutze. En el mitin, las SA le aseguraron a Hitler su lealtad y, a su vez, Hitler aumentó el tamaño de las SA con la creación de 24 nuevos Standarten (formaciones del tamaño de un regimiento). Varios años más tarde, en 1934, Hitler recompensó la lealtad de Lutze al nombrarlo comandante de las SA, que sucedió a Ernst Röhm como Stabschef, después de que Röhm fuera asesinado durante la Noche de los cuchillos largos.

## La insignia
La insignia fue para conmemorar el evento que tuvo lugar, y para honrar a los participantes del mitin de masas. Para poder obtener y llevar la insignia, el miembro del Partido debía haber asistido oficialmente a la manifestación. La insignia solo se podía usar en el lado izquierdo del pecho de un uniforme. Fue hecho en dos tipos; Patrón 1: 37 mm de ancho por 50 mm de alto; tenía el águila del Partido en la parte superior y una corona de hojas de roble alrededor del borde exterior. En la parte inferior de la corona de hojas de roble había un arco. Dentro de la corona se inscribió, SA-Treffen Braunschweig 17./18. Oktober 1931. El segundo patrón medía 37 mm de ancho por 52 mm de alto, pero por lo demás tenía el mismo diseño básico que el primer patrón. Algunas de las primeras insignias fueron hechas en estaño y eran de color plateado. Las posteriores fueron estampadas con un dorso sólido y eran de color gris. El permiso para usar la insignia tenía que ser confirmado por el Líder Superior SA del Partido. El uso de la insignia podría ser revocado por el SA-Stabschef Lutze o sus sucesores.